# Parvicapsula minibicornis
Parvicapsula minibicornis is een microscopische parasiet uit de familie Parvicapsulidae. Parvicapsula minibicornis werd in 1977 beschreven door Kent, Whitaker & Dawe. 